# Temptastic
Albums de T-ara
Breaking Heart
(2010) Black Eyes
(2011)
Temptastic est le 1er mini album de T-ara, sorti sous le label Core Contents Media le 3 décembre 2010 en Corée du Sud.

## Liste des titres
| 1. | Yayaya                   | 3:28 |
| 2. | Wae Ireoni (왜 이러니)   | 4:00 |
| 3. | Ma Boo                   | 3:25 |
| 4. | Mollayo (몰라요)         | 3:41 |
| 5. | Gwaenchanhayo (괜찮아요) | 4:01 |
| 6. | Yayaya (Instrumental)    | 3:28 |